# Middle East Monitor
Il Middle East Monitor (MEMO) è un’organizzazione di monitoraggio dei media senza scopo di lucro e un Gruppo di pressione emerso a metà del 2009. MEMO si concentra principalmente sul conflitto israelo-palestinese, ma scrive anche di altre questioni in Medio Oriente. MEMO ha un orientamento filo-palestinese, ed è stato etichettato da alcuni commentatori come filo-islamista, filo- Fratelli Musulmani, e filo-Hamas.
MEMO è finanziato dallo Stato del Qatar. Il suo direttore è Daud Abdullah, ex vicesegretario generale del Muslim Council of Britain (Consiglio Islmaico di Gran Bretagna) e attuale direttore della British Muslim Initiative.

## Attività
Nel giugno 2011, MEMO organizzò un tour di conferenze per Raed Salah, leader del ramo settentrionale del partito del Movimento Islamico in Israele. Salah, a cui era stato vietato l'ingresso nel Regno Unito dal Ministro degli Interni, fu tenuto in custodia in attesa di espulsione fino all'aprile 2012, quando un tribunale per l'immigrazione stabilì che il Ministro degli Interni era stato fuorviato nella sua decisione.
Nel 2011 MEMO ha co-organizzato un evento con Amnesty International e la Palestine Solidarity Campaign, intitolato "Complicità nell'oppressione: i media aiutano Israele?" con Abdel Bari Atwan, giornalista panarabico per un giornale arabo a Londra.
Il 22 agosto 2015, MEMO organizzò un evento intitolato "Palestina e America Latina: costruire solidarietà per i diritti nazionali", con la partecipazione del fumettista, generalmente percepito come antisemita, Carlos Latuff e dell'attivista Azam Tamimi, già noto per le sue critiche alla Guerra al terrorismo. Jeremy Corbyn avrebbe dovuto partecipare, ma si è successivamente ritirato.
Nel novembre 2017, MEMO ha organizzato un evento intitolato "Crisi in Arabia Saudita: guerra, successione e futuro", una discussione sulla futura successione nella monarchia saudita, sulle rivalità regionali con l'Iran e sulla guerra nello Yemen.

## Critica
Nel 2011 la BBC News ha descritto MEMO come un editoriale pro-Hamas. Nel 2015 la candidata alla leadership del partito laburista Liz Kendall ha affermato: "Sembra profondamente imprudente che Jeremy [Corbyn] appaia in una conferenza organizzata da MEMO, un'organizzazione che il Community Security Trust ha definito tristemente nota per le ripetute teorie cospirative negative su Israele e il popolo ebraico nella vita pubblica." Il Trust descrive MEMO come un'organizzazione anti-israeliana che promuove teorie cospirative e miti su ebrei, sionisti, denaro e potere. Si diceva che MEMO avesse "messo in dubbio l'idoneità di Matthew Gould per il posto di ambasciatore del Regno Unito in Israele semplicemente perché era ebreo".
Lo stesso anno, Andrew Gilligan, reporter del Sunday, lo descrisse come "un sito di notizie che promuove una visione fortemente pro-Fratelli Musulmani e pro-Hamas della regione", il suo direttore Daud Abdullah come "un leader della British Muslim Initiative legata alla Fratellanza, fondata e gestita dall'attivista della Fratellanza Anas al-Tikriti e da due figure di spicco di Hamas", e il suo caporedattore, Ibrahim Hewitt, come presidente di Interpal, che a suo dire era anch'essa legata ad Hamas e ai Fratelli. Gilligan ne sottolineò la posizione presso la Crown House, che descrisse come uno snodo delle attività europee dei Fratelli Musulmani.

## Premi del libro della Palestina
Dal 2012, MEMO sponsorizza e organizza l'annuale Palestine Book Awards. Il premio è destinato a libri in inglese su vari argomenti palestinesi.